# Монастир святого Пантелеймона (Ізміт)
Монастир святого Пантелеймона — православний грецький монастир, що проіснував впродовж 1558–1921 років у місті Ізміт (колишня Нікомідія) у північно-західній частині сучасної Туреччини. Донині від усього комплексу споруд монастиря збереглися лише залишки церковної стіни. Саме у Нікомідії народився та здобував освіту шанований як Вселенською Православною Церквою, так і Римо-католицькою Церквою, святий і цілитель Пантелеймон.

## Історія
Монастир святого Пантелеймона був збудований у 1558 році за спеціальним дозволом османського султана. 
У монастирі зберігалися мощі святого Пантелеймона і впродовж століть монастир був місцем паломництва.
У 1921 році монастир святого Пантелеймона був знищений гарматним пострілом з корабля під керівництвом турецького генерала Нуреддіна-паші.
Район Єнідоган, де розташовувався монастир — один з найстаріших районів міста і в минулому називався «Монастирські околиці».

## Сучасний стан пам’ятки

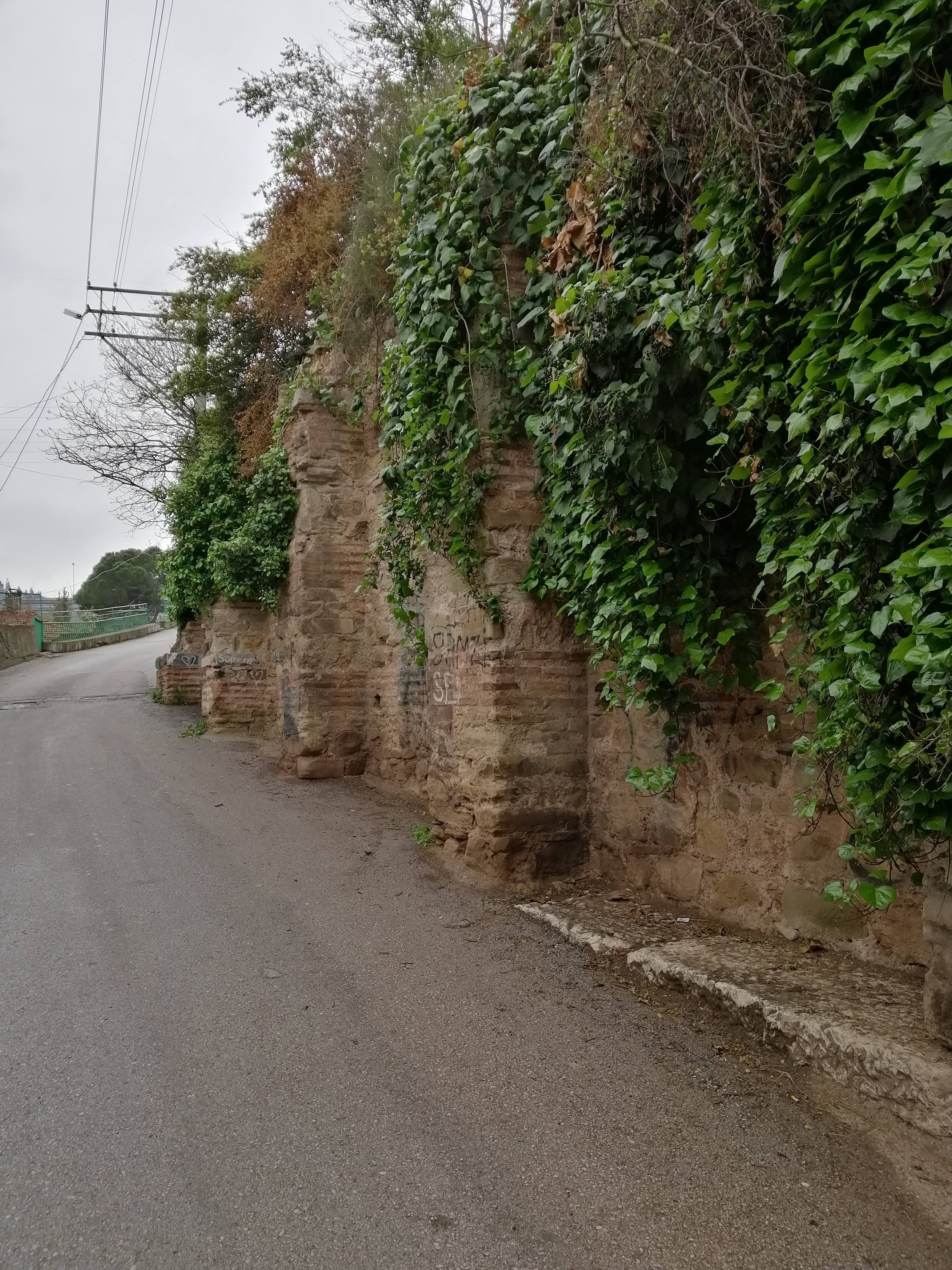
Залишки церковної стіни монастиря святого Пантелеймона (квітень 2019 року)
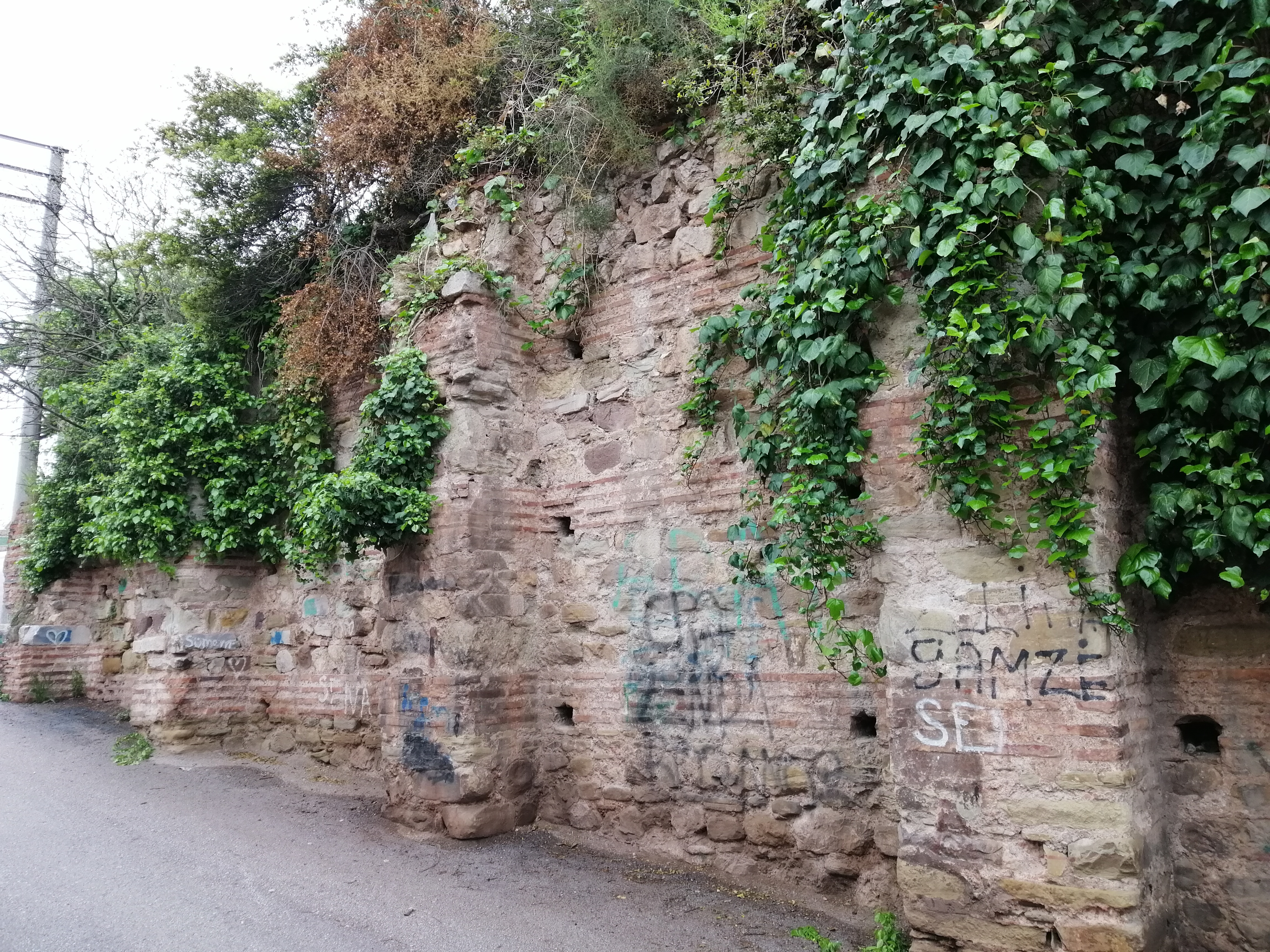
Залишки церковної стіни монастиря святого Пантелеймона (квітень 2019 року)
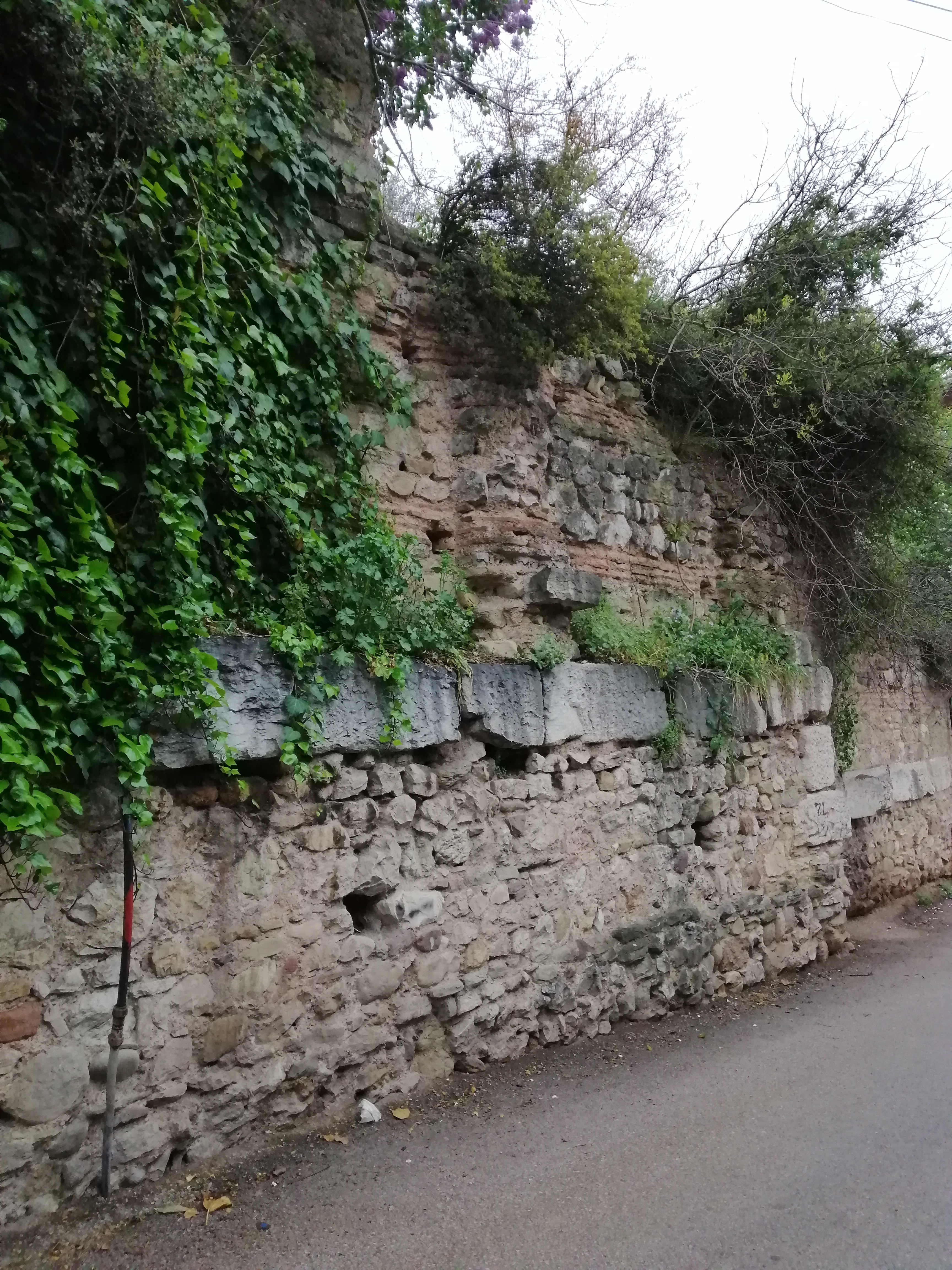
Залишки церковної стіни монастиря святого Пантелеймона (квітень 2019 року)
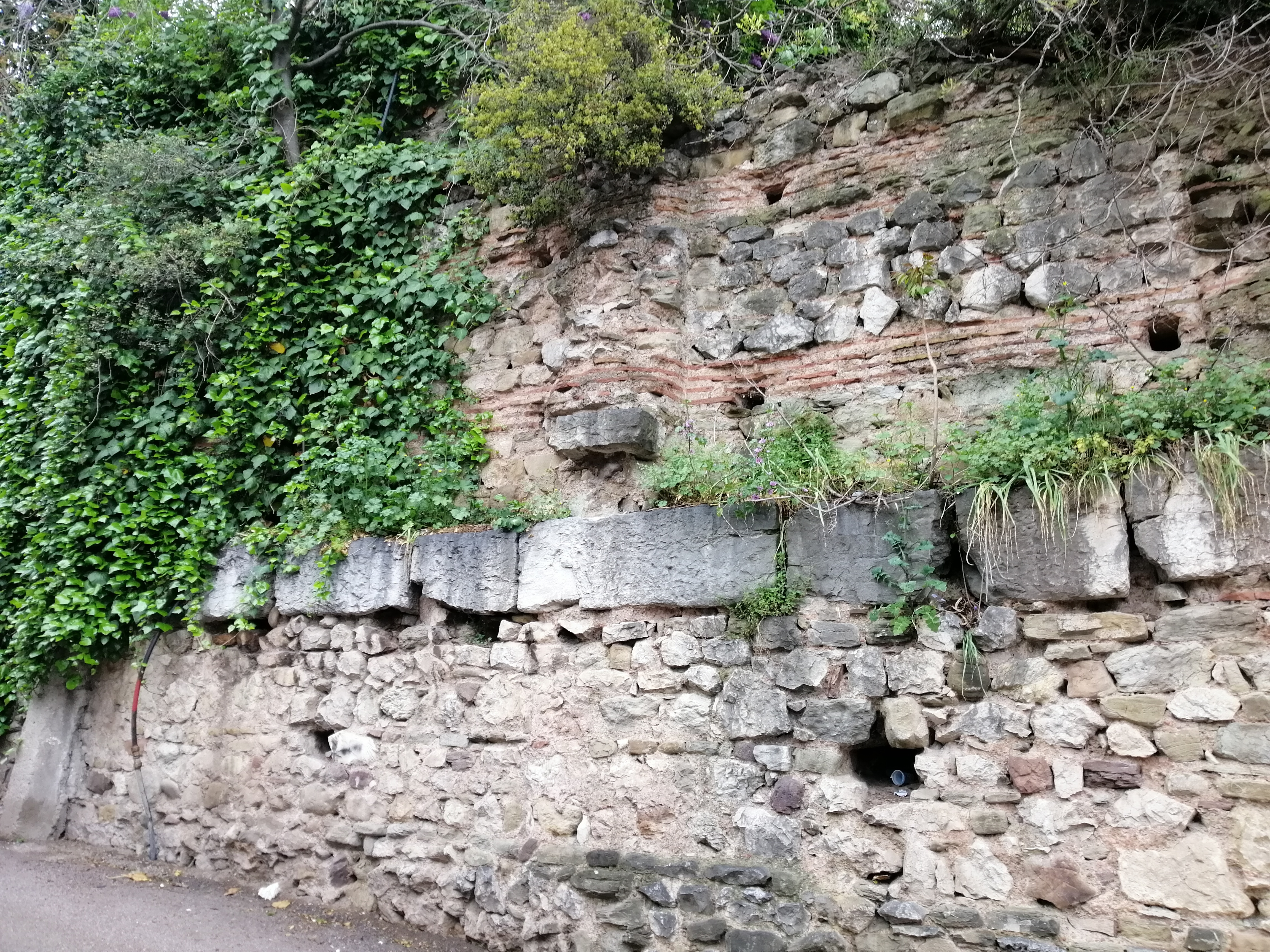
Залишки церковної стіни монастиря святого Пантелеймона (квітень 2019 року)
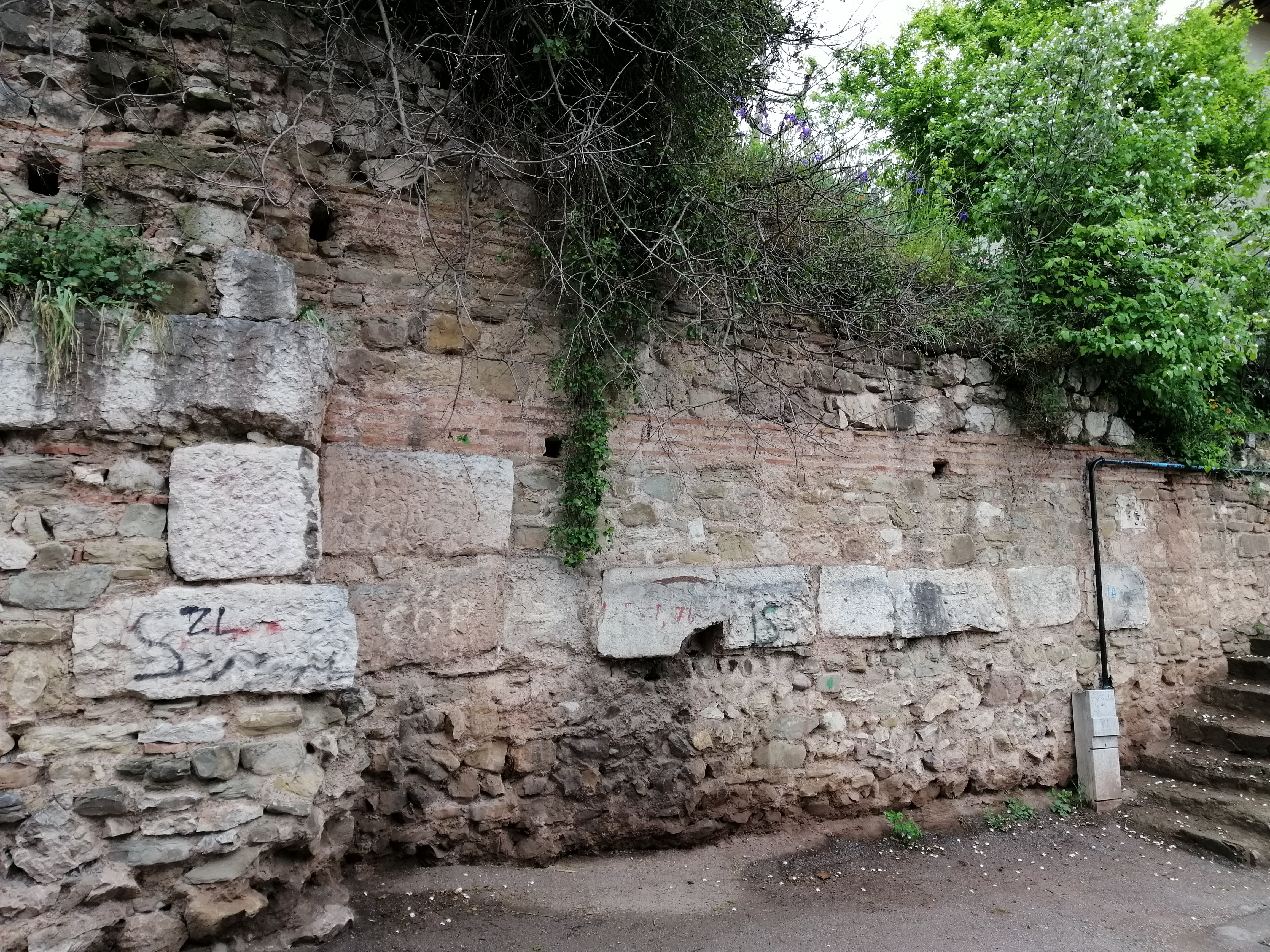
Залишки церковної стіни монастиря святого Пантелеймона (квітень 2019 року)
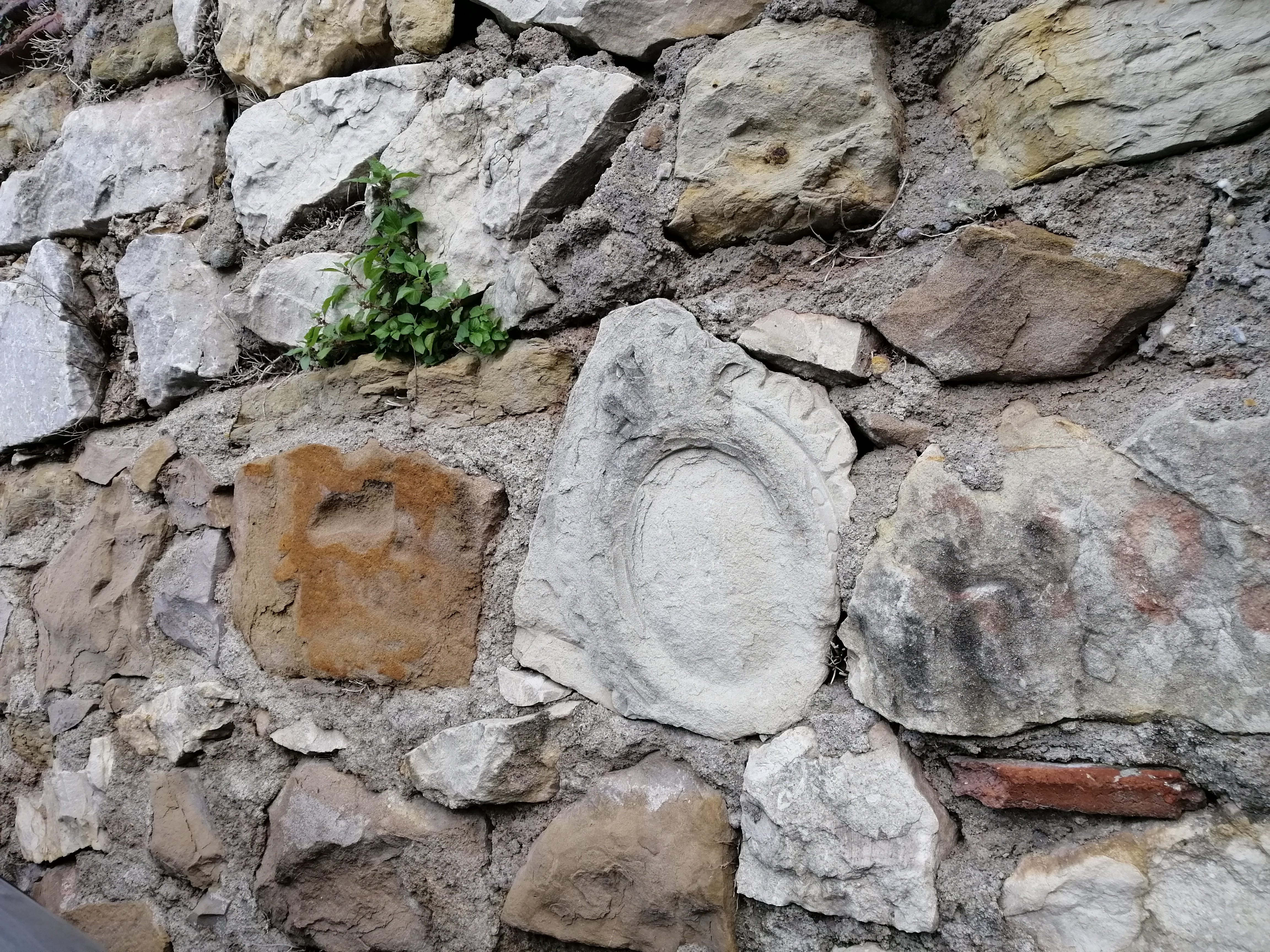
Залишки церковної стіни монастиря святого Пантелеймона (квітень 2019 року)
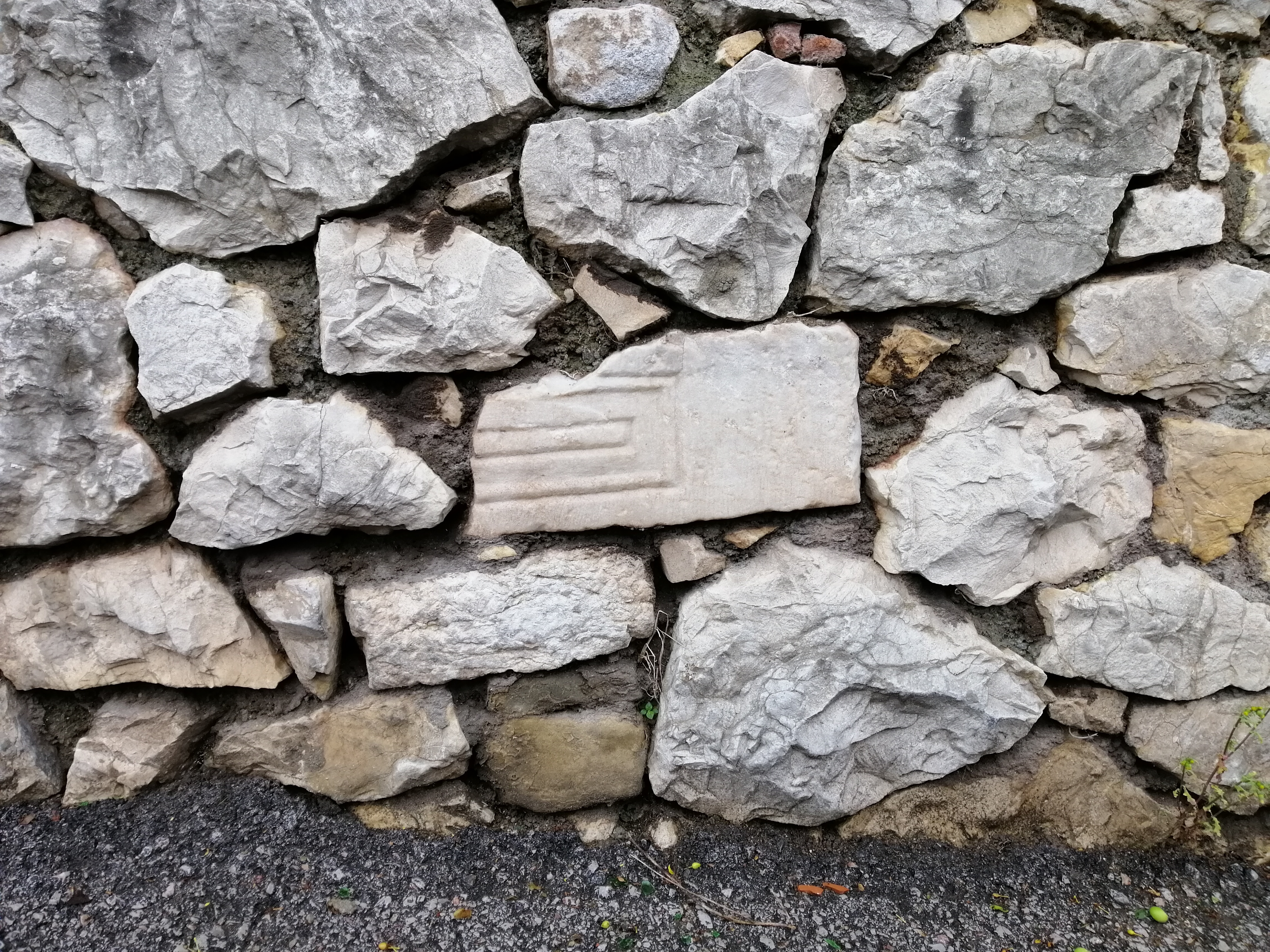
Залишки церковної стіни монастиря святого Пантелеймона (квітень 2019 року)
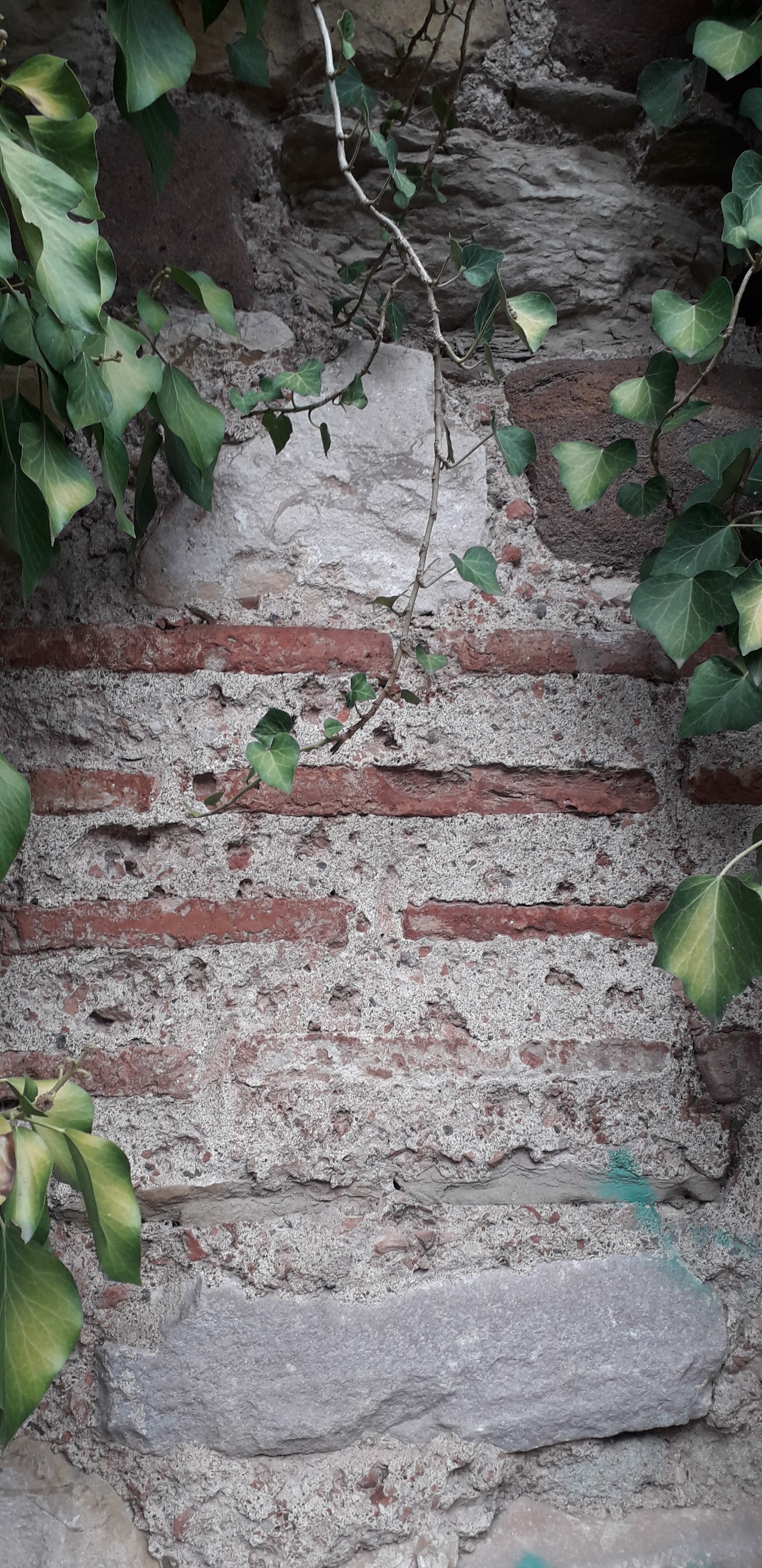
Стародавня візантійська кладка стіни церкви святого Пантелеймона (вересень 2020 року)
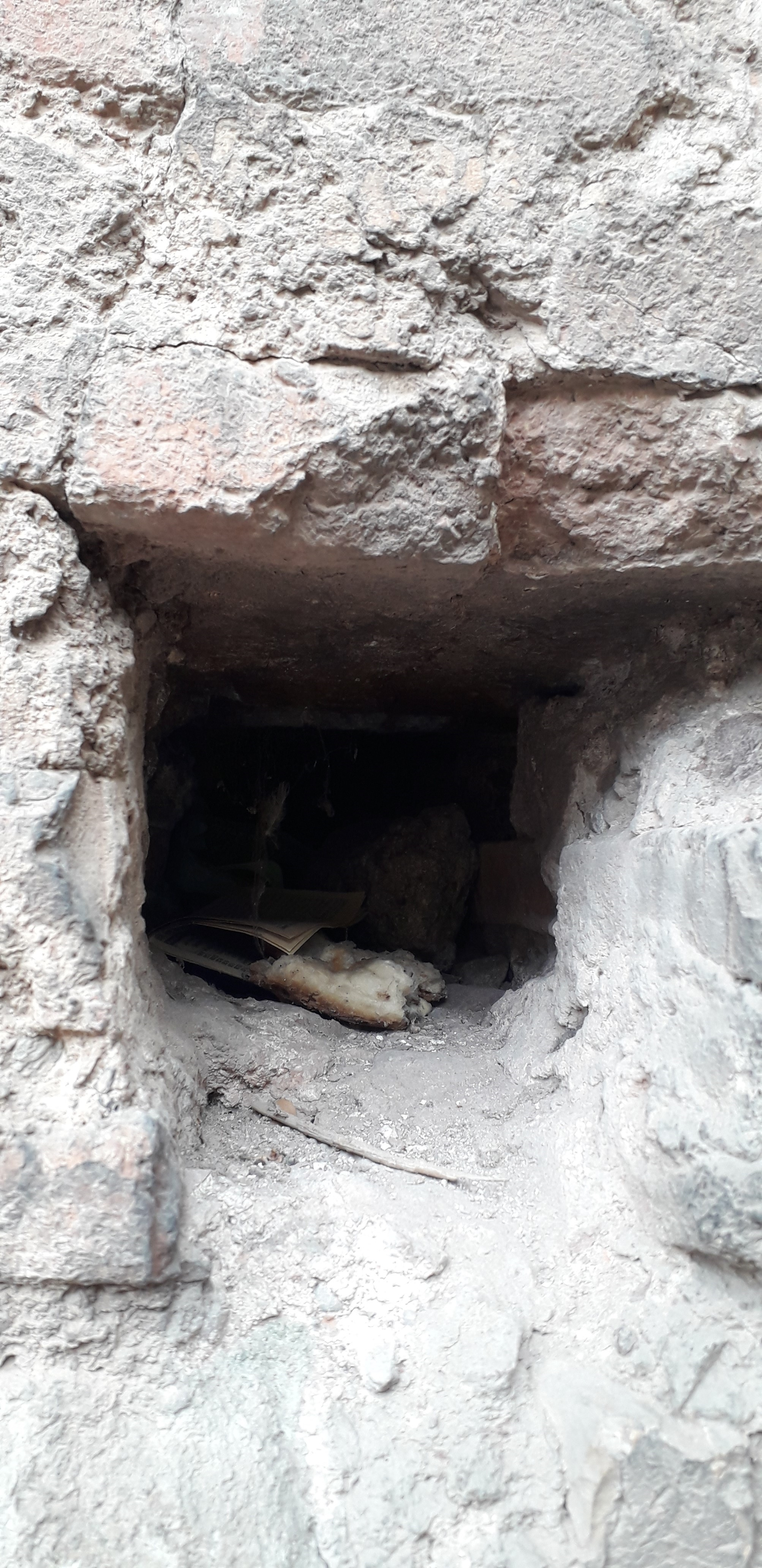
Проскура та молитовна записка у вентиляційному отворі стіни церкви святого Пантелеймона (вересень 2020 року)